# ハム (聖書)
ハムは、旧約聖書創世記、ノアの方舟の物語に登場する、ノアの3人の息子（セム、ハム、ヤペテ）の一人。
兄弟の年齢順については諸説あり、一般的にヘブライ語の聖書では「ハムが末子」「セムがヤペテの兄」という記述から「セム＞ヤペテ＞ハム」の年齢順としているが、七十人訳聖書では本文の「セム、ハム、ヤペテ」は下から数えていると判断されているらしく「末子→より若い」「ヤペテの兄→ヤペテの弟」という記述にされている。
ハムは大洪水の後、父親が酔いつぶれて全裸で寝ていたのをセムとヤペテに言いふらしたためノアの怒りを買い、父から「カナン（注：ハムではない）は彼らのしもべになれ」と呪いをかけられる。
その後、兄弟共々他の兄弟とともに子孫を各地に広げた人物とされており、『創世記』第10章の系譜によるとそれぞれが以下の民族の始祖になったとされた。
（括弧内の後の地名との対応は『ユダヤ古代誌』第I巻vi章の解説より、ヨセフスによると大半の名前がもう使われていないという。）
- クシュ（エチオピア[7]）
クシュの息子達セバ、ハビラ（ガイトゥーロイ）、サブタ（アスタバロイ）、サブテカ、ラアマ、ニムロド（バビロニア）は分布を広げたが、大半の名前が後の時代に名前が変わりヨセフスの時代にはすでにほとんど残っていなかった。
ラアマからはさらにデダン（西エチオピア地方の民族）とシバという息子が生まれたとされる。
- ミツライム（エジプト[8]）
ミツライムの息子達ルデ、アナミ、レハビ、ナフト、パテロス、カスル、カフトリはリビアに移り住んだレハビ（リビュス）以外ガザからエジプトまでの土地に広まったとされるが、ヨセフス曰く、全員エチオピア戦争で名前を関した都市が滅んでしまい名前以外不明とのこと。
カスル人からペリシテ人が生まれ（注：なお、ヨセフスはこの記述と異なりペリシテ人の祖をミツライムの8人目の息子としている。）[9]、彼らの名前からとられたパレスチナのみ地名として長く残った。
- プシュ（リビア）
ヨセフスの時代の頃にはすでにこの地名は使われなくなっており「マウロイ（モーリタニア）の川の名前で現存、リビア自体はミツライムの息子リビュスによる名前に変わっている。」とのこと。
- カナン（ユダヤ[10]）
カナンの息子達シドン、ヘテ、エブス、アモリ、ギルガシ、ヒビ、アルキ（アルケー、レバノン山北西部の都市名）、セニ、アルワデ（アラドス島、フェニキア沿岸の島）、ゼマリ、ハマテ（アマテー、エピファネイア）はミツライムの息子より北東[11]に勢力を広げた。
ヨセフスの時代にはシドン、アルケー、アラドス島、ハマテ以外はヘブライ人との戦いで名前を冠した都市が滅んでしまい名前以外不明とのこと。

## ノアの呪いについて
『創世記』第9章でなぜノアが悪さをしたハム本人ではなく、その子供のカナンを呪ったかについては諸説ある。
著名なものが「ハムは近親関係なので直接呪えなかった」とするもので、例として前述のヨセフスの『ユダヤ古代誌』第I巻vi章解説では「彼（ノア）との近親の関係のゆえにハム自身に対してではない」とあり、カナン以外の子孫については「（本来はハムの子孫全員に対する呪いだが）他の子供は呪いから逃れた」としている。
これ以外の説では「ハム＝カナン」とするものがあり、セム・ハム・ヤペテは元々パレスチナ周辺しか知らない頃のヘブライ人たちによる「ヤハウェの民・カナン人・ペリシテ人」の先祖を指していて、ノアの呪いの言葉は紀元前12世紀頃の「内陸から勢力を広げたイスラエル人たちと海を渡ってきたペリシテ人によってカナン人を圧迫していたが、イスラエルとペリシテの勢力はまだ住み分けていて平和的だったころ。」を指していて、元来の話では9章後半部は18節-19節の系譜説明や22節の「カナンの父ハム」といった系譜説明的な部分がなく「カナンが悪さをして子々孫々呪われた」というシンプルな内容だったが、後世になってヘブライ人の世界観が地中海世界にまで二次的に広がり、第10章（世界観が広がった後の加筆とする）にあるように地中海各地の民族をハムとヤペテに結び付けたことで「ハムの子のうちなぜかカナン系統だけが呪われる」という不自然な流れになり、ペリシテ人もハム系（しかし呪われてはいない）とされるようになったというものである。